# Bohlingen
Das Dorf Bohlingen ist ein Stadtteil mit 1957 Einwohnern (Stand: 31. Dez. 2023) von Singen (Hohentwiel) im Landkreis Konstanz in Baden-Württemberg.

## Geographie

### Lage
Bohlingen liegt im südlichen Hegau, in dem Bohlinger Gletscherzungenbecken zwischen dem Schiener Berg (715,6 m ü. NHN) im Süden und dem Galgenberg (500,9 m) im Norden. In dem mit eiszeitlichen Sedimenten verfüllten Becken fließt die Radolfzeller Aach (Aach), ohne an der Ausbildung des Beckens oder des Tales wesentlich beteiligt gewesen zu sein. Der Schiener Berg erhebt sich etwa 315 m über das Tal der Aach, die in Bohlingen (ca. 400 bis 435 m) die 400-m-Höhenlinie unterschreitet; auf einem Sporn vom steilen Nordhang des Schiener Bergs befindet sich bei Schienen die Ruine Schrotzburg (ca. 691 m). Der Galgenberg erhebt sich etwa 100 m über das Tal der Aach.

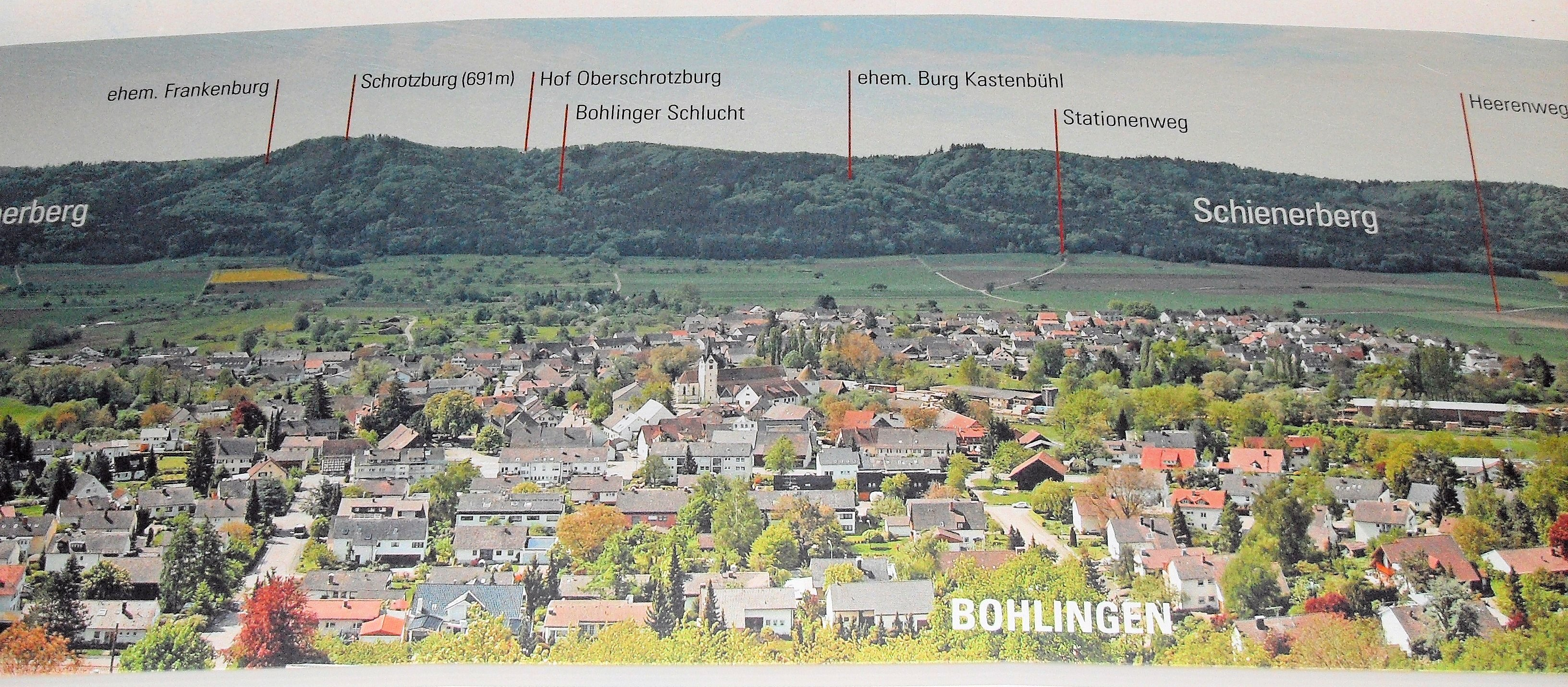
Blick auf Bohlingen auf einem der fünf auf der Galgenberg-Aussichtsplattform befindlichen Schaubilder

Im Nordosten hat die Gemarkung Anteil an der Verlandungsebene des Zeller Sees, die sich mit etwa 398 m Höhe rund drei Meter über dem Mittelwasserstand vom nahen Untersee (395,11 m) des Bodensees erhebt.
Bohlingen wird zur Untersee-Halbinsel Höri gezählt.

### Nachbargemeinden
Folgende Gemeinden und Singener Ortsteile grenzen an Bohlingen: Überlingen am Ried, Moos, Öhningen, Rielasingen-Worblingen, die alle im Landkreis Konstanz liegen, und Hemishofen in der Schweiz.

## Geschichte
Auf Gemarkung Bohlingen konnten im Bereich des Neubaugebiets „Hinter Hof III“ zahlreiche Siedlungsbefunde der Bronzezeit dokumentiert werden. Zudem ist ein römischer Gutshof und eine frühe alamannische Siedlung nachgewiesen.
Bohlingen wurde erstmals im Frühmittelalter urkundlich erwähnt (773 als Wobolginga). Siedlungsspuren aus dieser Zeit konnten im heutigen Neubaugebiet „Hinter Hof III“ nachgewiesen werden. Besitzungen (Kelnhof) hatte unter anderem das Kloster St. Gallen. Später gehörte es dem Bischof von Konstanz, der es durch Ministerialen verwalten ließ. Später bestand eine eigene Herrschaft Bohlingen, die ab 1416 als österreichisches Lehen in den Händen der Herren von Homburg war. 1456 gelangte die Herrschaft an das Kloster Salem, 1469 an die Grafen von Sulz und 1497 an den Konstanzer Bischof. Die Hochgerichtsbarkeit lag ab dem 15. Jahrhundert bei der Landgrafschaft Nellenburg. Bohlingen war ab 1686 Sitz eines Amtes. 1803 kam Bohlingen an Baden und war zunächst Sitz eines Bezirksamtes, das 1810 aufgelöst wurde. Dann gehörte der Ort zum Bezirksamt Radolfzell. Bei dessen Auflösung 1872 kam Bohlingen zum Bezirksamt Konstanz. Am 1. Januar 1975 wurde Bohlingen in die Stadt Singen eingemeindet.

### Einwohnerentwicklung
Die folgende Tabelle zeigt die Einwohnerentwicklung von Bohlingen seit 2002 bis heute:
| Jahr                        | 2002  | 2003  | 2004 | 2005  | 2006 | 2007  | 2008  | 2009 | 2010  | 2011 | 2012  | 2013 | 2014 |
| --------------------------- | ----- | ----- | ---- | ----- | ---- | ----- | ----- | ---- | ----- | ---- | ----- | ---- | ---- |
| Einwohnerzahl (am 31. Dez.) | 1869  | 1842  | 1843 | 1811  | 1819 | 1818  | 1789  | 1812 | 1790  | 1800 | 1778  | 1815 | 1818 |
| Änderung zum Vorjahr        | k. A. | −27   | 1    | −32   | 8    | −1    | −29   | 23   | −22   | 10   | −22   | 37   | 3    |
| Änderung in %               | k. A. | −1,44 | 0,05 | −1,74 | 0,44 | −0,05 | −1,60 | 1,29 | −1,21 | 0,56 | −1,22 | 2,08 | 0,17 |

## Politik

### Ortsvorsteher
Ortsvorsteher von Bohlingen ist Stefan Dunaiski (Stand 2009).

### Wappen
Das Wappen der ehemaligen Gemeinde Bohlingen zeigt in Silber ein rotes Kreuz, belegt mit einem silbernen Herzschild, darin ein blauer Wellenschrägbalken.

## Kultur und Sehenswürdigkeiten

### Bauwerke

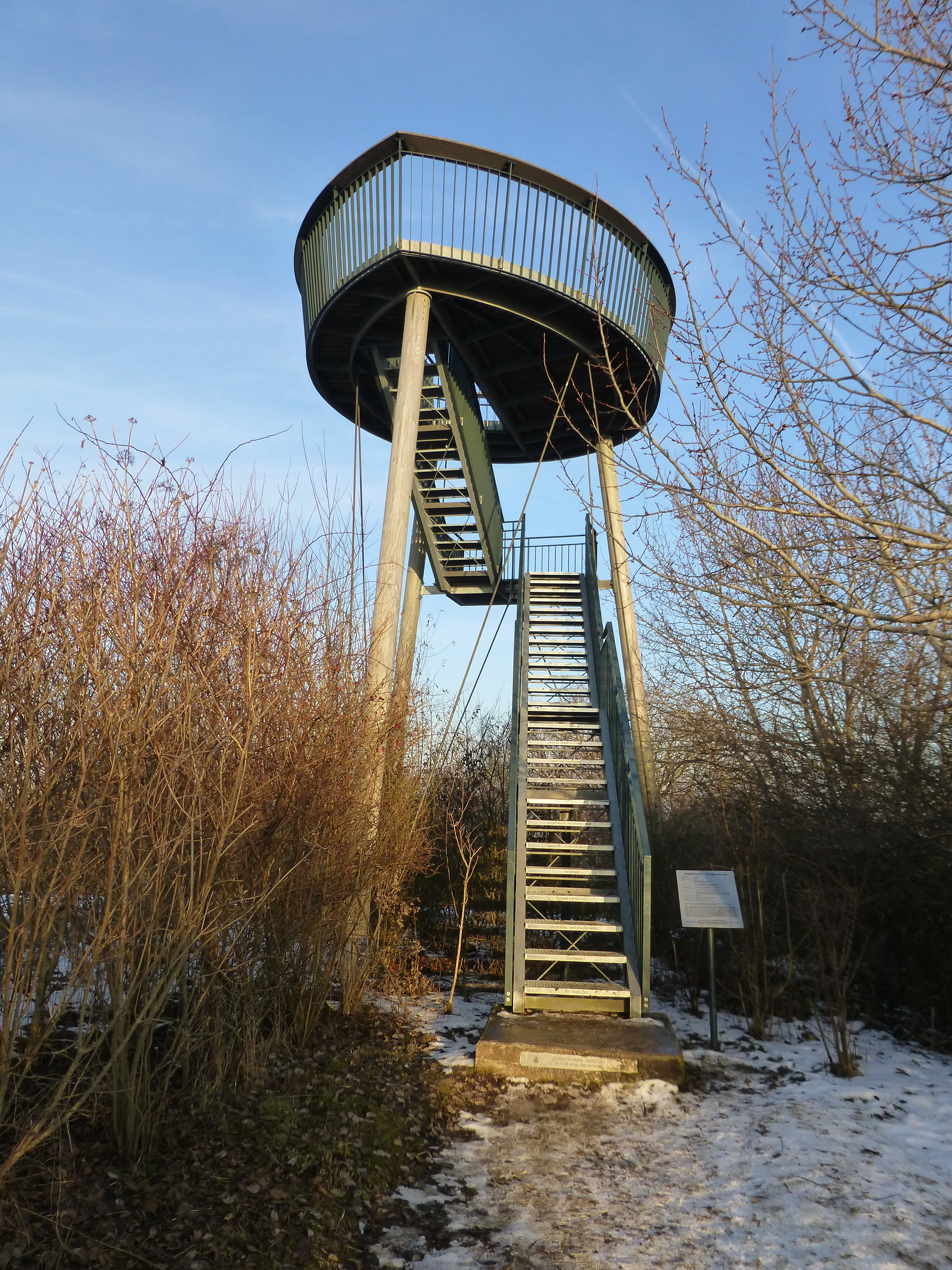
Die „Blattform“ auf dem Galgenberg

Auf Bohlinger Gemarkung finden sich sieben Schlösser und Burgen zumindest in Resten:
- Das denkmalgeschützte Schloss Bohlingen ist ein barocker Profanbau in der „Schloßstraße“ gegenüber dem Rathaus und der Pfarrkirche St. Pankratius.
- Die Burg Bohlingen befindet sich auf einem Plateau in Spornlage im Norden Bohlingens „Am runden Turm“ bei der jetzigen Pfarrkirche. Der Hocheinstieg des Runden Turmes klassifiziert die Bewohner des Wohnturms als eine adlige Familie.
- Die Burg Kastenbühl (587,4 m) befindet sich südsüdwestlich von Bohlingen auf einem Nordsporn des Schiener Berges (715,6 m).
- Die 1455 erwähnte Frankenburg, eine Turmburg, befindet sich südöstlich von Bohlingen.

Des Weiteren können auf Singens Stadtteil Bohlingen der Burgstall, das Jagdschloss und der Wittenspurg genannt werden. Durch Zufall stieß der Historiker Michael Losse bei seinen Forschungen am Schiener Berg auf Ringwälle, die klare Indizien auf eine weitere bisher namenlose Burgstelle geben.
Am 1. Mai 2010 wurde auf dem Bohlinger Galgenberg die 7,60 m hohe Aussichtsplattform Blattform eingeweiht. Sie ermöglicht eine 360°-Aussicht zum Schiener Berg, in den Hegau und über den Untersee; bei guter Sicht bis zu den Allgäuer Alpen.

## Söhne und Töchter des Ortes
- Simon Weber (1866–1929), römisch-katholischer Theologe, Hochschullehrer und Domkapitular in Freiburg.
- Karl Gnädinger (1905–1995), Weihbischof im Erzbistum Freiburg und Ehrenbürger Bohlingens.
- Helmut Riedlinger (1923–2007), katholischer Theologe und langjähriger Professor für Dogmatik an der theologischen Fakultät der Universität Freiburg.